# ユーリー・ロディーギン
ユーリー・ロディーギン (ロシア語: Юрий Лодыгин, ギリシア語: Γιούρι Λοντίγκιν, 1990年5月26日 - ) は、ロシア・ウラジーミル州ウラジーミル出身のサッカー選手。元ロシア代表。ポジションはゴールキーパー。

## 来歴

### クラブ
1990年5月26日、現ロシアのウラジーミルでロシア人の父とギリシャ人の母との間に生まれた。8歳の頃に初めてギリシャを訪れ10歳の頃にギリシャに移住した。移住先の地元のチームにてサッカーを始めて、2008年からシュコダ・クサンティFCのユースに所属した。シュコダ・クサンティFCのU-21は2008/09シーズンのU-21ギリシャ・スーパーリーグで優勝を果たした。そのパフォーマンスが認められて、2009年6月17日にシュコダ・クサンティFCとプロ契約を交わした。2010年にはエオルダイコス2007にレンタル移籍をして25試合に出場した。2012年1月、クサンティFCと2016年6月30日までの契約に署名した。2012/13シーズンではクサンティFCで1部リーグ戦30試合の中で22試合に出場した。2013年6月7日、ロシアの強豪であるFCゼニト・サンクトペテルブルクに推定移籍金60万ユーロで移籍をした。2013年7月17日、FCクラスノダールとの試合でロシア・プレミアリーグデビューを果たした。
2019年1月27日、オリンピアコスFCにシーズン終了までのレンタル移籍。
2019年8月3日、ガズィアンテプBBに2年契約で移籍。
2020年2月18日、FCアルセナル・トゥーラにシーズン終了までの契約で移籍。

### 代表
2010年から2012年の間にギリシャU-21代表で計3試合に出場している。2013年3月22日にはA代表に招集されるもフィールドに立つことはなかった。そのためギリシャ代表、ロシア代表のどちらかでプレーする権利が保持されていた。2013年8月、ギリシャサッカー連盟から同年9月上旬に行われる2014 FIFAワールドカップ・ヨーロッパ予選への代表招集の連絡がきたがFAXにて断り「ロシア代表から招集されるのを待っている」と述べた。2013年10月4日、ロシアサッカー連合から同月11日に行われるルクセンブルク代表との試合と15日に行われるアゼルバイジャン代表との試合に招集された。
11月19日に行われた韓国代表との親善試合で代表初出場を果たした。

## 代表歴

### 出場大会
- ロシア代表
  - 2014 FIFAワールドカップ

### 試合数
- 国際Aマッチ 11試合 0得点（2013年-2016年）[11]

| ロシア代表 | 国際Aマッチ | 国際Aマッチ |
| 年         | 出場        | 得点        |
| ---------- | ----------- | ----------- |
| 2013       | 1           | 0           |
| 2014       | 5           | 0           |
| 2015       | 3           | 0           |
| 2016       | 2           | 0           |
| 通算       | 11          | 0           |